# Nujeen Mustafa
Nujeen Mustafa (em árabe: نوجين مصطفى Nūjjayn Muṣṭafā; também transliterado Noujain Mustaffa) é uma refugiada síria curdo e ativista com paralisia cerebral. Ela foi criada em Aleppo, na Síria, e ganhou atenção depois de viajar 5.600km em cadeira de rodas, fugindo do conflito na Guerra Civil Síria, antes de chegar e se reassentar na Alemanha. Ela foi listada como uma das 100 mulheres da BBC em 2018, e sua história foi apresentada no programa de televisão Last Week Tonight with John Oliver. Em 2019, ela se tornou a primeira pessoa com deficiência a informar o Conselho de Segurança das Nações Unidas e recebeu o Prêmio Alison Des Forges de Ativismo Extraordinário da Human Rights Watch. Ela é co-autora de dois livros sobre suas experiências. Ela mora em Wesseling, na Alemanha, onde frequenta uma escola para deficientes.

## Vida
Nujeen Mustafa foi criada em Kobane, na Síria, com suas irmãs e irmão como parte de uma família curda. Seu pai, que não sabia ler, vendia ovelhas e cabras; seu irmão cavava poços de água. Ela nasceu com paralisia cerebral e passou a maior parte de sua vida "confinada no quinto andar do apartamento de sua família em Aleppo". De acordo com reportagem da National Geographic, o prédio não tinha elevador e, portanto, a saída do apartamento só poderia ser realizada com alguém que a carregasse até o térreo. Mais tarde, ela comparou a situação a estar em prisão domiciliar:
Para mim, significava não poder ir à escola, sair com os amigos ou ir ao cinema... Ter uma deficiência na Síria geralmente significa que você está escondido. Você enfrenta vergonha, discriminação e barreiras físicas. Você é alguém de quem se tem pena.
Nujeen Mustafa não pôde frequentar a escola enquanto estava na Síria, pois não havia instalações que aceitassem pessoas com deficiência. Ela aprendeu inglês assistindo televisão, incluindo a novela americana Days of Our Lives.
A partir de 2014, aos 16 anos, Nujeen Mustafa viajou 5.600km da Síria para Gaziantep, na Turquia, e depois para a Alemanha como refugiada da Guerra Civil Síria. Sem dinheiro para viajar em família, seus pais permaneceram na Turquia enquanto ela e sua irmã Nasrine seguiram para a Alemanha, onde seu irmão já morava. Durante toda a viagem, Nujeen Mustafa fez o percurso em uma cadeira de rodas, com sua irmã empurrando-a. Ela viajou, em suas próprias palavras, como uma "refugiada pré-paga", o que significa que ela não tinha dinheiro suficiente para pagar contrabandistas para levá-la por todo o caminho, e teve que encontrar novas maneiras de progredir a cada dia, de táxis a trens, além de contrabandistas. A viagem na sua totalidade custou cerca de 6.000 euros (cerca de 33 mil reais).
Ela recebeu asilo da Alemanha no final de 2016 e, desde 2017, morava em Wesseling e frequentava uma escola para deficientes.

## Ativismo e reconhecimento
Nujeen Mustafa chamou a atenção durante sua viagem à Europa como a chamada "celebridade refugiada", ao ser entrevistada por jornalistas durante o trajeto.
Em 2018, Nujeen Mustafa foi listada como uma das 100 mulheres da BBC. Em 2019, ela se tornou a primeira pessoa com deficiência a informar o Conselho de Segurança das Nações Unidas sobre suas experiências durante a Guerra na Síria e a política em relação às pessoas com deficiência. Ela também deu palestras no Palácio das Nações, em Genebra - Suíça, TEDx no Iraque e no Reino Unido, e a apresentação do Prêmio Nansen para Refugiados, em 2017.
Em fevereiro de 2019, Nujeen Mustafa foi anunciada como vencedora do Prêmio Alison Des Forges de Ativismo Extraordinário, concedido pela Human Rights Watch, que citou o papel que sua história desempenhou em ajudar a "mover os formuladores de políticas na União Europeia" sobre a questão da distribuição de ajuda humanitária a pessoas com deficiência. Ela recebeu o prêmio em uma cerimônia na Austrália, em abril do mesmo ano.

### Last Week Tonight
Em 2015, Nujeen Mustafa foi destaque no programa de televisão Last Week Tonight, apresentado por John Oliver, cobrindo o tratamento de refugiados, e que incluía entrevistas que ela havia dado à BBC. O segmento também contou com uma cena única entre os personagens de Days of Our Lives, EJ DiMera e Sami Brady. Esses foram relatados como os personagens favoritos de Nujeen Mustafa no show, e o primeiro foi morto em um episódio anterior. A personagem EJ se dirigiu a Nujeen Mustafa, reconhecendo a dificuldade de sua jornada como refugiada e chamando-a de "nosso tipo de gente".

## Publicações
Nujeen Mustafa publicou dois livros, ambos em co-autoria com a jornalista e escritora britânica Christina Lamb:
- Mustafa, Nujeen; Lamb, Christina (10 de outubro de 2017). The Girl from Aleppo: Nujeen's Escape from War to Freedom. [S.l.]: Harper Wave. ISBN 978-0-06-282125-6
- Mustafa, Nujeen; Lamb, Christina (11 de outubro de 2016). Nujeen: One Girl's Journey from War-Torn Syria in a Wheelchair. [S.l.]: Harper Wave. ISBN 978-0-06-256775-8